# Ceratinopsis mbamensis
Ceratinopsis mbamensis är en spindelart som beskrevs av Robert Bosmans 1988. Ceratinopsis mbamensis ingår i släktet Ceratinopsis och familjen täckvävarspindlar.
Artens utbredningsområde är Kamerun. Inga underarter finns listade i Catalogue of Life.